# Graufuchs
Der Graufuchs (Urocyon cinereoargenteus) ist neben dem Rotfuchs und dem Kitfuchs die dritte wichtige Fuchsart Nordamerikas. Zur Unterscheidung vom nur auf einzelnen der kalifornischen Küste vorgelagerten Kanalinseln vorkommenden Insel-Graufuchs (Urocyon littoralis) wird er manchmal auch Festland-Graufuchs genannt. Gemeinsam mit diesem bildet er die Gattung der Graufüchse (Urocyon).

## Merkmale
Graufüchse haben eine charakteristische Fellzeichnung: Ihr Rücken ist grau, Flanken, Hals und Beine sind gelbbraun, und die Unterseite ist weiß. Ein schwarzer Streifen zieht sich über Rücken und Schwanz; auch die Schwanzspitze ist schwarz. Die Kopf-Rumpf-Länge beträgt 65 cm, hinzu kommen 35 cm Schwanz; der Graufuchs wiegt etwa 5 kg. Im Schnitt sind Männchen etwas größer als Weibchen. Zahnformel: 3/3 · 1/1 · 4/4 · 2/3 = 42.

## Verbreitung und Lebensraum

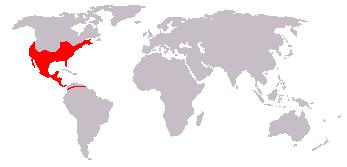
Verbreitungskarte des Graufuchs

Verbreitet ist der Graufuchs vom Rand Zentral- und Ostkanadas und Oregon, Nevada, Utah und Colorado in den Vereinigten Staaten über fast die gesamten USA von der Pazifikküste bis zum Atlantik und der Karibik sowie das gesamte Mittelamerika bis nach Kolumbien und Venezuela im Norden des südamerikanischen Kontinents. Die Art fehlt innerhalb dieser Gebiete nur in den nördlichen Rocky Mountains sowie in den karibischen Wassereinzugsgebieten von Honduras, Nicaragua, Costa Rica und Westpanama.
Er ist ein Bewohner von Laubwäldern, der das offene Gelände meidet. Aus diesem Grunde ist er im mittleren Westen der USA nur sehr lückenhaft verbreitet. Teilweise haben sich die Tiere in den letzten Jahrzehnten auch in Lebensräumen und Gebieten ausgebreitet, in denen sie früher nicht vorkamen oder in denen sie bereits ausgerottet waren, und sie sind auch sowohl innerhalb als auch an den Rändern einiger städtischer Gebiete anzutreffen. Im östlichen Nordamerika ist der Graufuchs am engsten mit Laub- und Südkiefernwäldern verbunden, die mit einigen alten Feldern und Buschwäldern durchsetzt sind. Im Westen Nordamerikas findet man ihn häufig in Mischlandschaften mit landwirtschaftlich genutzten Flächen, Wald, Chaparral und Flussregionen sowie Strauchhabitaten. In Mittelamerika bewohnt die Art bewaldete Gebiete und dichte Gebüsche und in Südamerika bewaldete montane Lebensräume.

## Lebensweise

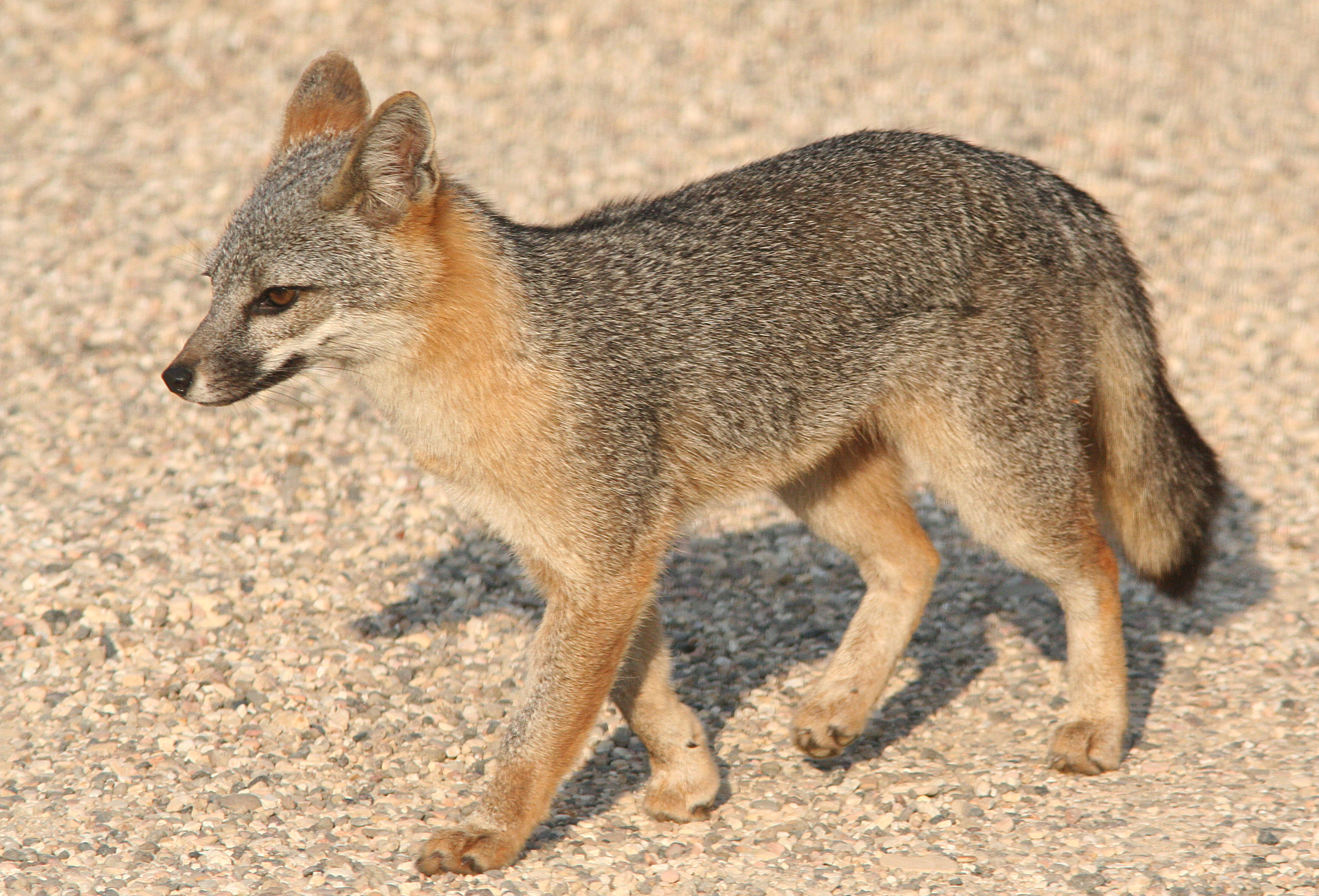
Graufuchs

Als einzige Hunde können Graufüchse (und ihre Verwandten, die Insel-Graufüchse) auf Bäume klettern. Sie werden deshalb in Nordamerika auch tree foxes genannt. Sie steigen auf Bäume, wenn sie von Feinden gejagt werden, aber auch aus eigenem Antrieb, zum Beispiel auf der Nahrungssuche. Graufüchse sind hauptsächlich nachtaktiv. In Gegenden, in denen sie wenig bejagt werden, sind sie auch tagsüber zu sehen. In der Regel beginnen sie schon vor Sonnenuntergang mit der Nahrungssuche. Hauptnahrung sind wohl baumbewohnende Hörnchen, aber auch Mäuse, Kaninchen, Vögel und Insekten und nebenher Beeren, Früchte und andere Pflanzenkost.
Der Graufuchs gräbt keinen eigenen Bau, sondern sucht sich für den Tag Unterschlupf in hohlen Bäumen, Felsspalten oder Murmeltierbauen. Bei Nacht wird er aktiv. Graufüchse sind wahrscheinlich monogam und bleiben ein Leben lang paarweise zusammen. Im Wurf befinden sich im Schnitt vier Welpen.
Die Tiere können von verschiedenen Krankheiten befallen werden, darunter die Hundestaupe wie auch die Parvovirose und die Tollwut.

## Systematik und Evolution

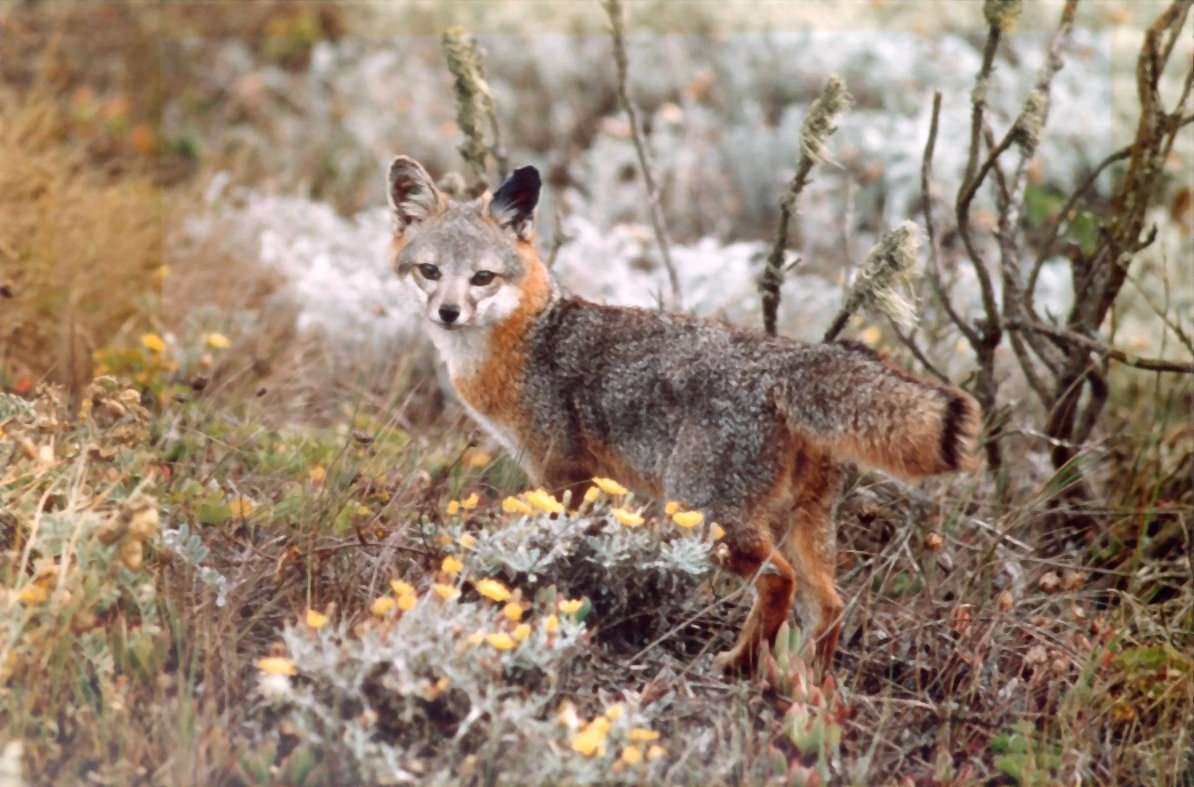
Der Insel-Graufuchs wird als eigenständige Art neben dem Graufuchs betrachtet.

Die wissenschaftliche Erstbeschreibung des Insel-Graufuchses stammt von Johann Christian von Schreber aus dem Jahr 1775. Schreber beschrieb die Art als zwei Arten, die er Canis cinereo argenteus und Canis virginianus nannte und ordnete sie damit als Hunde in die Gattung Canis ein.
Der  Graufuchs bildet heute gemeinsam mit dem Insel-Graufuchs die Gattung der Graufüchse (Urocyon). Auf der Basis von morphologischen und molekularbiologischen Daten wurden beide gemeinsam als Schwestergruppe der gesamten rezenten Hunde eingeordnet, während sie in klassischen Systematiken in der Regel den Echten Füchsen (Vulpini) zugeordnet werden. Diese Position als Schwestergruppe aller Hunde wurde 2012 bestätigt, wobei eine Abspaltung der Vorfahren der Graufüchse von denen aller anderen Hunde wahrscheinlich vor etwa 16,5 Millionen Jahren stattfand, die Auftrennung in die beiden heute bekannten Arten jedoch erst vor etwa einer Million Jahren.
Zusammen mit der Nominatform werden aktuell 16 Unterarten des Graufuchses unterschieden:
- Urocyon cinereoargenteus borealis, Nordwesten der USA
- U. c. californicus, Südliches Kalifornien
- U. c. cinereoargenteus, Osten der USA
- U. c. costaricensis, Costa Rica
- U. c. floridanus, US-Staaten am Golf von Mexiko
- U. c. fraterculus, Halbinsel Yucatán
- U. c. furvus, Panama
- U. c. guatemalae, Chiapas (Mexiko) bis Nicaragua
- U. c. madrensis, Süd-Sonora, Südwest-Chihuahua, Nordwest-Durango (Mexiko)
- U. c. nigrirostris, Südwestliches Mexiko
- U. c. ocythous, Central Plains, USA
- U. c. orinomus, Südmexiko, Isthmus von Tehuantepec
- U. c. peninsularis, Baja California (Mexiko)
- U. c. scottii, Südwesten der USA, Nordmexiko
- U. c. townsendi, Pazifikküste der USA
- U. c. venezuelae, Nördliches Südamerika

Vom isolierten Populationen des Graufuchses stammt der auf den Kanalinseln von Kalifornien beheimatete Insel-Graufuchs (Urocyon littoralis) ab. Während der letzten Eiszeit gelangten Graufüchse auf die nördlichen drei Kanalinseln und entwickelten sich dort evolutionär weiter. Insel-Graufüchse sind ein typisches Beispiel für Inselverzwergung – diese Füchse sind nicht wesentlich größer als eine Hauskatze.

## Bedrohung und Schutz

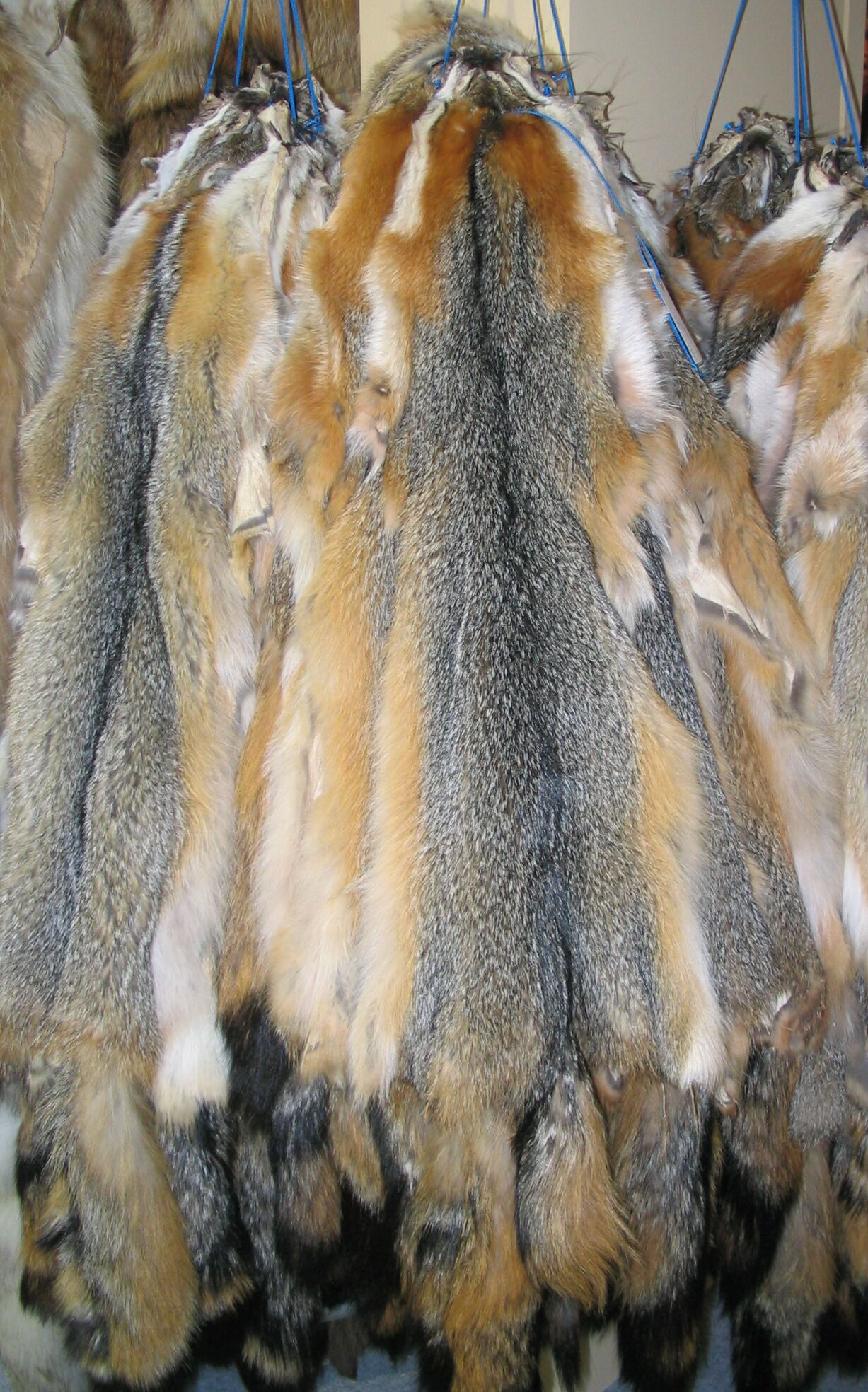
Nordamerikanische Grisfuchsfelle

Der Graufuchs wird in seinem gesamten Verbreitungsgebiet wie andere Füchse wegen seines Pelzes, bekannt als Grisfuchsfell, bejagt. Aufgrund des großen Verbreitungsgebietes und derzeit fehlenden ernsthaften Gefährdungen stuft die International Union for Conservation of Nature and Natural Resources (IUCN) die Art als „nicht gefährdet“ (Least concern) ein. Er ist in seinem Verbreitungsgebiet in der Regel häufig vertreten, solang seine Bestände nicht durch Nahrungskonkurrenten wie den Kojoten (Canis latrans) oder den Rotluchs (Lynx rufus) beeinträchtigt werden.
Er ist in Wäldern, Waldgebieten, Gebüschen und felsigen Lebensräumen in den gemäßigten, halbtrockenen und tropischen Regionen Nordamerikas sowie in den nördlichsten Bergregionen Südamerikas weit verbreitet und auch in städtischen Gebieten regelmäßig anzutreffen. Die verfügbaren Daten deuten darauf hin, dass die Bestände des Graufuchses in seinem gesamten Verbreitungsgebiet wahrscheinlich stabil sind und keiner flächendeckenden Bedrohung ausgesetzt sind, die zu einem deutlichen Rückgang der Gesamtpopulation führt, obwohl er in vielen Teilen seines Verbreitungsgebiets wegen seines Fells bejagt wird. Häufig werden die Tiere eher zufällig in Fallen gefangen, die für andere Pelztiere wie den Rotluchs ausgelegt wurden.
Es gibt keine bestandsgefährdenden Bedrohungen für das gesamte Verbreitungsgebiet der Art, aber extremer Lebensraumverlust, Fragmentierung und Verschlechterung können regional dort problematisch sein, in denen der Lebensraum für landwirtschaftliche, industrielle und städtische Zwecke umgewandelt wird. Insgesamt sind die Füchse jedoch relativ anpassungsfähig und kommen auch in städtischen Gebieten vor.

## Belege
1. 1 2  Rurik List, Natali Garcia-Penas: Wilde Hunde. Hrsg.: Udo Gansloßer, Claudio Silleo-Zubiri. Band . Filander Verlag, 2006, ISBN 3-930831-63-5, Endemische Füchse Nordamerikas, Graufuchs, S. 105 ff.
2. 1 2 3 4 5 6 7  
Urocyon cinereoargenteus in der Roten Liste gefährdeter Arten der IUCN 2023. Eingestellt von: G. Roemer, B. Cypher, R. List, 2004. Abgerufen am 12. Dezember 2023.
3. 1 2  
Kerstin Lindblad-Toh et al.: Genome sequence, comparative analysis and haplotype structure of the domestic dog. Nature 438, Dezember 2005; Seite 803–819. (Abstract).
4. 1 2 3  
Don E. Wilson & DeeAnn M. Reeder (Hrsg.): Urocyon cinereoargenteus in Mammal Species of the World. A Taxonomic and Geographic Reference (3rd ed).
5. ↑  
Erik K. Fritzell, Kurt J. Haroldson: Urocyon cinereoargenteus (Carnivora: Canidae). In: Mammalian Species. Band 189, 1982, S. 1–8 (Volltext [PDF; 981 kB]).
6. ↑  
Katrin Nyakatura, Olaf RP Bininda-Emonds: Updating the evolutionary history of Carnivora (Mammalia): a new species-level supertree complete with divergence time estimates. BMC Biology 10, 2012. doi:10.1186/1741-7007-10-12